# 서울보호관찰소
서울보호관찰소(서울保護觀察所)는 법원으로부터 보호관찰을 조건으로 가석방된 사람들에 대하여 보호관찰을 실시하고, 사회봉사 및 수강명령 등을 통해 범죄예방 및 건전한 사회복귀를 지원하여 국민의 안전한 생활을 보호하기 위하여 설립된 대한민국 법무부 범죄예방정책국 소속기관으로 서울보호관찰소장은 고위공무원 나급(2~3급 상당)의 일반직공무원으로 보한다. 서울특별시 동대문구 한천로 272에 위치하고 있다.

## 연혁
- 1988년 12월 31일 보호관찰법 공포 (법률 제4095호): 소년보호관찰제도 도입
- 1989년 7월 1일 개소 (서울특별시 서초구 서초동)
- 1990년 11월 23일 청사 이전 (서울특별시 양천구 신정6동)
- 1992년 11월 2일 남부지소, 의정부 2개 지소 신설
- 1993년 2월 10일 청사 이전 (동대문구 휘경2동)
- 2000년 3월 7일 서부지소 신설
- 2004년 6월 12일 직제시행규칙 개정으로 「관호과(觀護課)」의 명칭을 「관찰과(觀察課)」로 변경
- 2004년 7월 8일 고양지소 신설 (관할: 고양시, 파주시)
- 2005년 1월 17일 동부지소 (관할: 강동구, 광진구, 성동구, 송파구) 및 북부지소 (관할: 강북구, 노원구, 도봉구) 신설
- 2005년 4월 27일 동부지소 청사 개소 (서울특별시 송파구 거여동 37-2번지 다보빌딩 4층)
- 2005년 4월 28일 북부지소 청사 개소 (서울특별시 강북구 수유동 188-26번지 우림빌딩 3~5층)
- 2006년 2월 종전의 의정부 지소가 의정부보호관찰소로 분리 고양지소는 의정부보호관찰소 예하로 편입
- 2006년 7월 청사 이전(동대문구 휘경2동)
- 2007년 7월 23일 종전의 남부 지소, 동부 지소가 서울남부보호관찰소, 서울동부보호관찰소로 각기 분리
- 2012년 3월 30일 종전의 북부 지소, 서부 지소가 서울북부보호관찰소, 서울서부보호관찰소로 각기 분리

## 관할 구역

### 서울특별시
- 종로구
- 중구
- 강남구
- 서초구
- 관악구
- 동작구
- 동대문구
- 중랑구

## 조직

### 서울보호관찰소장
- 행정지원과
- 관찰과
- 집행과
- 조사과
- 전산실

## 소속 기관
- 위치추적중앙관제센터

## 같이 보기
- 서울남부보호관찰소
- 서울동부보호관찰소
- 서울서부보호관찰소
- 서울북부보호관찰소